# Bischoffena bischoffensis
Bischoffena bischoffensis là một loài ốc hô hấp trên cạn cỡ nhỏ, là động vật thân mềm chân bụng sống trên cạn thuộc họ Charopidae. Đây là loài đặc hữu của Úc. Môi trường sống tự nhiên của chúng là rừng ôn đới.